# Wercklea insignis
Wercklea insignis là một loài thực vật có hoa trong họ Cẩm quỳ. Loài này được Pittier & Standl. miêu tả khoa học đầu tiên năm 1916.